# Puebla de Alfindén (ort)
Puebla de Alfindén är en ort i Spanien.   Den ligger i provinsen Provincia de Zaragoza och regionen Aragonien, i den nordöstra delen av landet, 280 km nordost om huvudstaden Madrid. Puebla de Alfindén ligger 201 meter över havet och antalet invånare är 3 552.
Terrängen runt Puebla de Alfindén är lite kuperad. Runt Puebla de Alfindén är det ganska tätbefolkat, med 239 invånare per kvadratkilometer. Närmaste större samhälle är Zaragoza, 10,8 km väster om Puebla de Alfindén. Trakten runt Puebla de Alfindén består till största delen av jordbruksmark.